# Doodslag in Eastbourne
De doodslag in Eastbourne (Eng.: the Eastbourne manslaughter) was in 1860 een juridische zaak aangaande het overlijden van de vijftienjarige Reginald Cancellor in de handen van zijn leraar, Thomas Hopley. Hopley gebruikte lijfstraffen om de in zijn ogen koppige houding van Cancellor te doorbreken. De jongen overleed aan de door Hopley toegebrachte verwondingen.
Het onderzoek naar Cancellors dood begon toen zijn broer een autopsie verzocht. Hopley werd gearresteerd op verdenking van doodslag. Tijdens het proces werd hij schuldig bevonden en kreeg een gevangenisstraf van vier jaar opgelegd, hoewel hij erop aandrong dat zijn daden te rechtvaardigen waren en dat hij niet schuldig was aan enig misdrijf. Het proces kreeg veel aandacht van de Victoriaanse pers en bracht een debat teweeg over het gebruik van lijfstraffen op scholen. Na Hopleys vrijlating en de daaropvolgende echtscheiding verdween hij vrijwel geheel uit de publiciteit. De zaak werd in het Verenigd Koninkrijk een belangrijk juridisch precedent voor discussies over lijfstraffen op scholen en de aanvaardbare grenzen van tucht.